# قبو البنك

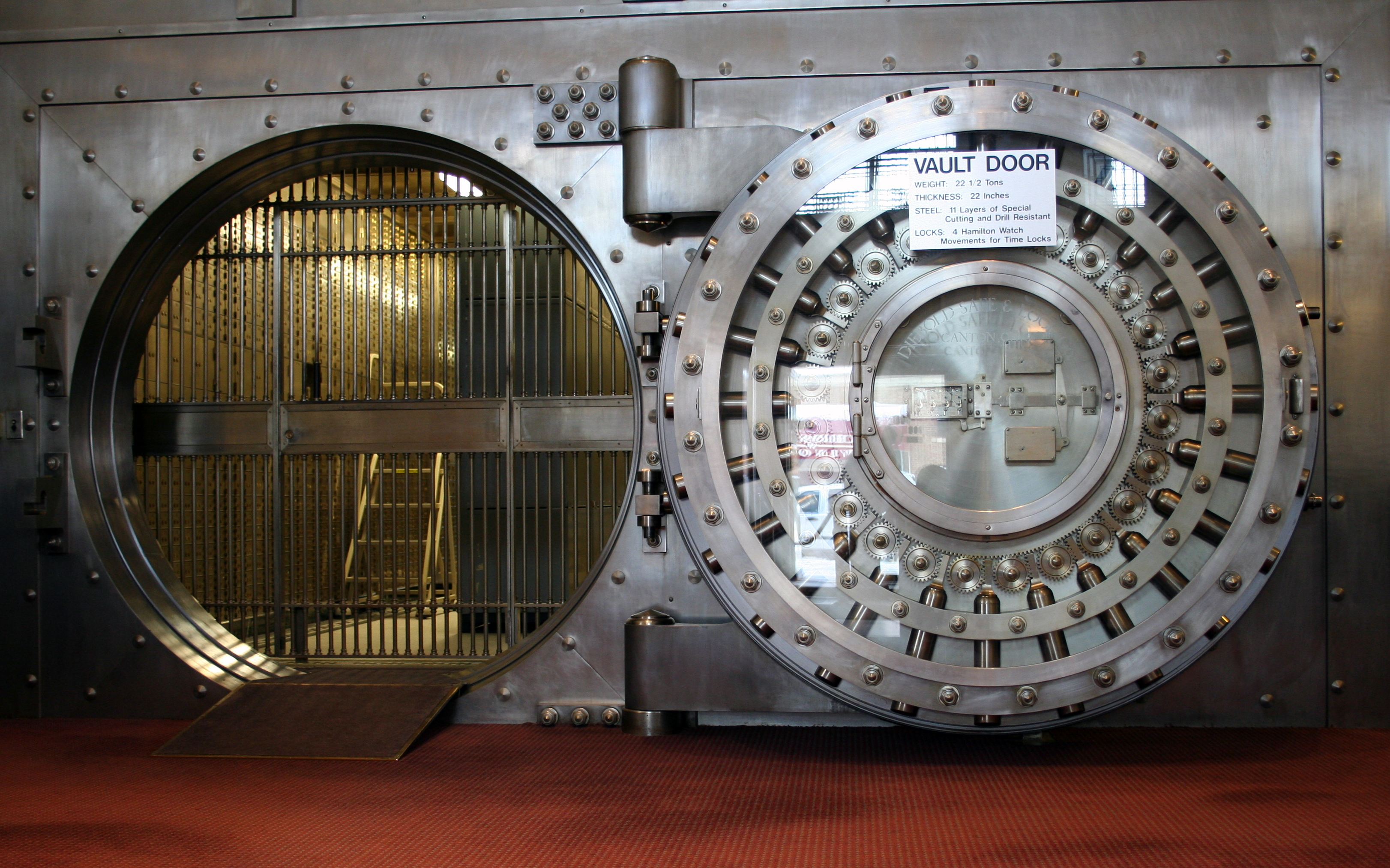
خزنة في قبو البنك

قبو البنك أو سرداب البنك (بالإنجليزية: Bank vault) هو مساحة آمنة في البنك لحفظ الأموال والوثائق والأشياء الثمينة من مخاطر السرقة أو الحرائق.